# Sátoraljaújhelyi járás
A Sátoraljaújhelyi járás Borsod-Abaúj-Zemplén vármegyéhez tartozó járás Magyarországon, amely 2013-ban jött létre. Székhelye Sátoraljaújhely. Területe 321,38 km², népessége 22 703 fő, népsűrűsége 71 fő/km² volt a 2012. évi adatok szerint. Két város (Sátoraljaújhely és Pálháza) és 19 község tartozik hozzá.
A Sátoraljaújhelyi járás a járások 1983-as megszüntetése előtt is létezett, csupán 1932 és 1938 között volt beolvasztva a Sárospataki járásba szolgabírói kirendeltségként. Az 1950-es megyerendezésig Zemplén vármegyéhez, azután Borsod-Abaúj-Zemplén megyéhez tartozott, székhelye az állandó járási székhelyek kijelölése (1886) óta mindig Sátoraljaújhely volt.

## Települései
| Település       | Rang (2013. július 15.) | Kistérség (2013. január 1.) | Népesség (2012. január 1.) | Terület (km²) |
| --------------- | ----------------------- | --------------------------- | -------------------------- | ------------- |
| Sátoraljaújhely | járásszékhely város     | Sátoraljaújhelyi            | 15 355                     | 73,46         |
| Pálháza         | város                   | Sátoraljaújhelyi            | 1 000                      | 6,75          |
| Alsóberecki     | község                  | Bodrogközi                  | 722                        | 6,86          |
| Alsóregmec      | község                  | Sátoraljaújhelyi            | 196                        | 15,39         |
| Bózsva          | község                  | Sátoraljaújhelyi            | 183                        | 16,39         |
| Felsőberecki    | község                  | Bodrogközi                  | 273                        | 3,53          |
| Felsőregmec     | község                  | Sátoraljaújhelyi            | 322                        | 10,75         |
| Filkeháza       | község                  | Sátoraljaújhelyi            | 97                         | 4,41          |
| Füzér           | község                  | Sátoraljaújhelyi            | 467                        | 37,49         |
| Füzérkajata     | község                  | Sátoraljaújhelyi            | 110                        | 11,44         |
| Füzérkomlós     | község                  | Sátoraljaújhelyi            | 331                        | 5,87          |
| Füzérradvány    | község                  | Sátoraljaújhelyi            | 318                        | 9,81          |
| Hollóháza       | község                  | Sátoraljaújhelyi            | 826                        | 2,36          |
| Kishuta         | község                  | Sátoraljaújhelyi            | 272                        | 5,18          |
| Kovácsvágás     | község                  | Sátoraljaújhelyi            | 649                        | 21,08         |
| Mikóháza        | község                  | Sátoraljaújhelyi            | 576                        | 16,91         |
| Nagyhuta        | község                  | Sátoraljaújhelyi            | 89                         | 35,06         |
| Nyíri           | község                  | Sátoraljaújhelyi            | 412                        | 16,47         |
| Pusztafalu      | község                  | Sátoraljaújhelyi            | 192                        | 7             |
| Vágáshuta       | község                  | Sátoraljaújhelyi            | 83                         | 2,05          |
| Vilyvitány      | község                  | Sátoraljaújhelyi            | 230                        | 13,12         |

## Története
A trianoni békeszerződést követően a járás elvesztette községeinek északon és keleten fekvő nagy részét, például II. Rákóczi Ferenc szülőhelyét, Borsit, illetve Zemplén vármegye nevét adó Zemplént.